# 納骨墓
納骨墓（のうこつぼ）とは納骨堂の一形態。建物内に設置される形態の墓である。
通常は寺院の敷地内に建てられるが、従来のロッカー式、仏壇式の納骨堂とは一線を画す。
宗旨・宗派・国籍問わず利用でき、通常のお墓参りの感覚で参拝ができる。
屋外にあるのでいつでもお参りに行ける、お墓の掃除も不要であることなどのメリットがある。